# Maquis de Saffré
Seconde Guerre mondiale
Batailles
2e campagne de France
- Corse
- Limousin
- Ain et Haut-Jura
- Les Glières
- Ascq
- Division Brehmer
- Mont Mouchet
- Opérations SAS en Bretagne
- Bataille de Normandie
- Guéret
- Brigade Jesser
- Cornil
- 1er Tulle
- 2e Tulle
- Argenton-sur-Creuse
- Oradour-sur-Glane
- 1er Ussel
- Saint-Marcel
- Saffré
- Mont Gargan
- Vercors
- Penguerec
- Lioran
- Égletons
- 2e Ussel
- Débarquement de Provence
- Port-Cros
- La Ciotat
- Toulon
- Martigues
- Marseille
- Nice
- Rennes
- Saint-Malo
- Brest
- Paris
- Mont-de-Marsan
- Montélimar
- Maillé
- Écueillé
- La Saulx
- Meximieux
- Nancy
- Colonne Elster
- Dunkerque
- Arracourt
- Saint-Nazaire
- Lorient
- Metz
- Royan et de la pointe de Grave
- Campagne de Lorraine
- Colmar

Front d'Europe de l'Ouest
Front d'Europe de l'Est
Campagnes d'Afrique, du Moyen-Orient et de Méditerranée
Bataille de l'Atlantique
Guerre du Pacifique
Guerre sino-japonaise
Le maquis de Saffré (1943-1944) est à la fois un groupe de résistants français opposé à l'armée allemande pendant la Seconde Guerre mondiale et le lieu où il opère, dans le nord du département français de la Loire-Inférieure. Il est défait le 28 juin 1944 à l'issue de la bataille de Saffré, contre l'armée d'occupation suppléée par la milice française.

## Création

### Contexte
Le régime de Vichy institue, par la loi du 16 février 1943, le service du travail obligatoire et mobilise les classes 1940, 1941 et 1942 ainsi que de la main d'œuvre qualifiée pour aller travailler en Allemagne. Bon nombre de jeunes hommes concernés refusent de partir et se cachent à la campagne dans des fermes, formant le noyau des premiers groupes de la Résistance intérieure française. Ces groupes se voient assigner pour mission principale de saborder, lorsque le débarquement allié aura lieu, les voies de communication afin de retarder l'arrivée des renforts allemands sur le front et permettre aux libérateurs une avancée dans les terres plus rapide.

### Formation
Au cours de l'année 1943 et au début de 1944, vingt-trois groupes se créent en Loire-Inférieure. Dix-huit au nord forment l'ossature du maquis de Saffré et cinq au sud de la Loire, le Maquis Sud-Loire. Ces troupes sont placés sous l'autorité du général Audibert, chef de l'Armée secrète de l'Ouest. Le maquis de Saffré naît du regroupement sous la direction du commandant Yacco (nom de guerre de Briac Le Diouron) de différents groupes implantés progressivement dans le périmètre géographique suivant : la Maison Rouge aux Touches, Rougé, Châteaubriant, Teillay, Nozay, Saffré, Nort-sur-Erdre, Blain, Guémené-Penfao, Héric, Bouvron, Joué-sur-Erdre, Fay-de-Bretagne, Saint-Emilien-de-Blain, Notre-Dame-des-Landes, La Chevallerais, La Meilleraye-de-Bretagne, Saint-Philbert-de-Grand-Lieu.

### Organisation
Au total, le maquis de Saffré compte environ 300 hommes, répartis dans plusieurs unités. La première compagnie, dite « compagnie Pierrot », comprend 160 hommes, insuffisamment armés. La seconde compagnie, au Pas-du-Houx à Saffré, est formée de 110 hommes. Un groupe de choc, dit « La Volante », comprend 20 hommes. Certains hommes sont logés dans les bâtiments de la ferme des Brées et dans celle du Pas-du-Houx à Saffré. Ils construisent également des abris légers, les guitounes. Ils sont armés de fusils mitrailleurs, de mitraillettes, de fusils, de quelques pistolets, de grenades défensives anglaises. Le ravitaillement en vivres est assuré par des dons de fermiers et de commerçants.

## Bataille

### Préparatifs
Afin de ralentir l'avancée des troupes allemandes vers la Normandie après le débarquement du 6 juin 1944, décision est prise le 14 juin 1944 par l'état-major de concentrer une centaine d'hommes du maquis en forêt de Saffré, lieu où les Alliés prévoient de parachuter des armes pour équiper les maquisards français. Un groupe de 73 hommes, provenant du maquis de la Maison rouge, est mobilisé le 15 juin 1944 puis transféré dans la nuit du 16 au 17 juin 1944 en forêt de Saffré, lieu jugé favorable pour son potentiel de dissimulation des hommes ainsi que pour les opérations de parachutage d'armes. Ils sont rejoints par d'autres jeunes gens des environs, souvent âgés de moins de 20 ans, et leur nombre s'élève à 280 une semaine après le début de l'installation en forêt de Saffré. À ce nombre s'ajoutent les officiers, ainsi que le groupe de La Meilleraye-de-Bretagne où se tient l'état-major, ce qui mène à un nombre total de 330 hommes. Du 20 au 27 juin 1944, la prairie des Gouvalons, en lisière de la forêt, est aménagée en terrain de parachutage, qui est reporté en raison des conditions atmosphériques. Les effectifs sont maintenus sur place et reçoivent une instruction militaire sur le maniement des armes. Malgré un encadrement militaire sérieux, notamment sous la conduite du capitaine Maurice Guimbal, dit « capitaine Maurice », ces déplacements de dizaines de personnes manquent de discrétion et vont concourir à la perte du maquis.

### Attaque
La chute du maquis de Saffré est un objectif de l'armée allemande après celle du maquis de Saint-Marcel survenue le 18 juin 1944. L'attaque a lieu le 28 juin 1944, entre le lieu-dit du Pas-du-Houx et celui des Brées, 700 mètres plus à l'ouest. Elle oppose aux 300 maquisards français près de 2 000 soldats allemands suppléés par 500 membres de la milice française. 
Une colonne allemande traverse le bourg de Saffré peu avant 3 heures du matin le 28 juin. La bataille éclate une demi-heure après. Une bonne partie des maquisards parvient à fuir en petits groupes et à se cacher chez des cultivateurs. D'autres se terrent toute la journée jusqu'à la tombée de la nuit pour quitter les lieux à la faveur de l'obscurité. 13 maquisards meurent au combat à Saffré (dont 9 blessés qui sont achevés à coups de crosse et de bottes, notamment par des miliciens). 27 prisonniers sont condamnés à mort et fusillés le 29 juin au château de la Bouvardière à Saint-Herblain. 2 prisonniers sont abattus à la prison Lafayette à Nantes le 13 juillet 1944. 10 mourront dans des circonstances similaires lors d'autres combats de la libération de la France. 29 seront condamnés à la déportation en Allemagne, 21 y perdront la vie. Cette bataille, remportée par le camp allemand, marque la fin du maquis de Saffré.

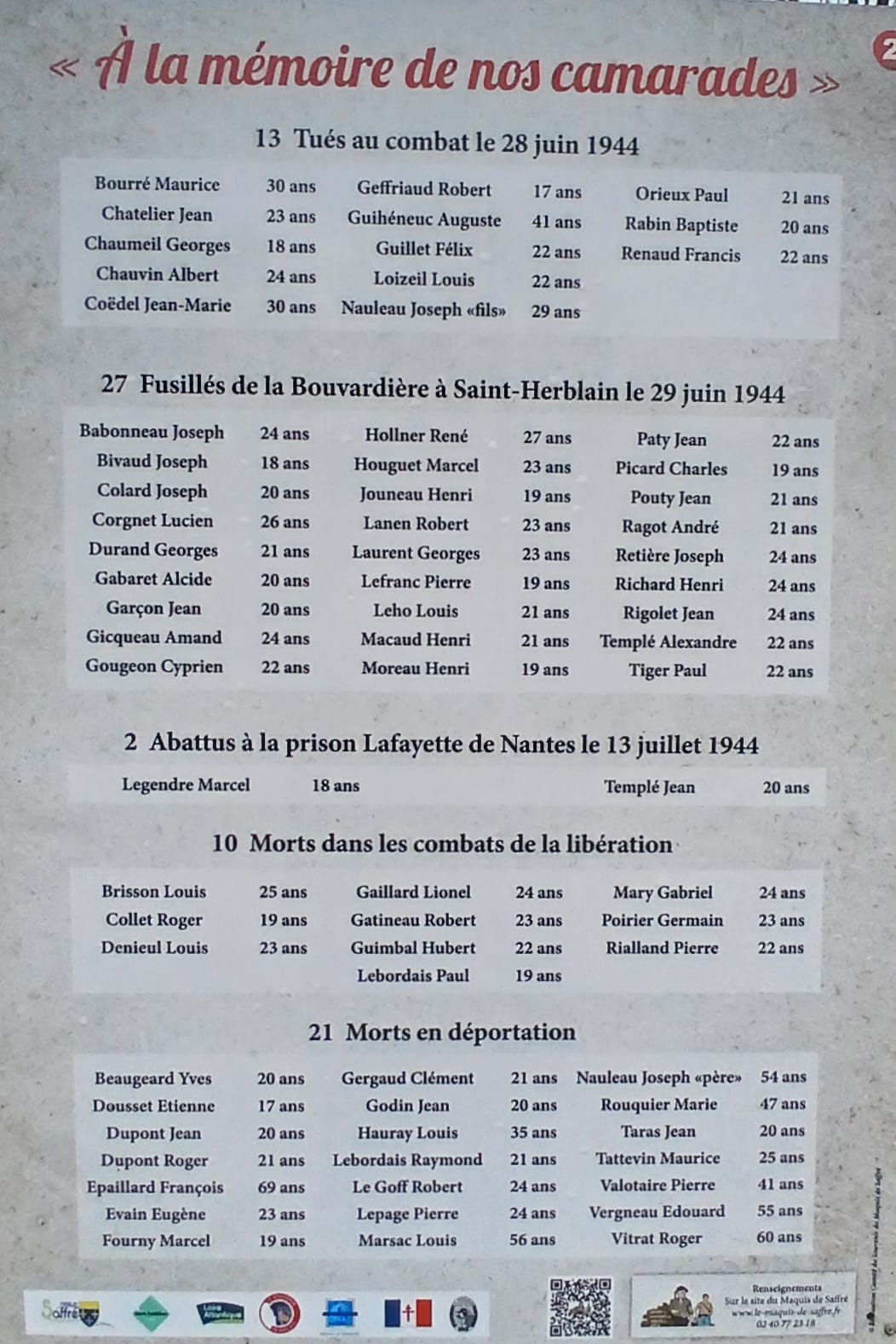
Liste des victimes.

Les armes que les maquisards attendaient sont finalement parachutées le 29 juin 1944 en soirée par les Alliés, 36 heures après l'attaque, alors que l'ennemi est devenu maître du terrain. Sur les six avions venus survoler le site, un seul parachute sa cargaison. Les Allemands récupèrent le vendredi 30 au matin les caisses et bidons largués dans le champ de blé du Pas-du-Houx.
Après la bataille de Saffré, les maquisards survivants continuent la résistance au sein du maquis de Nort-sur-Erdre. Ils sont rejoints en août 1944 par des évadés du convoi de Saint-Mars-du-Désert et poursuivent les combats de la poche de Saint-Nazaire.

### Postérité
Le 11 juin 1950, le général de Gaulle inaugure un mémorial. Il prononce dans son discours les mots suivants :
« Maintenir l'unité, la cohésion du peuple français dans ses profondeurs, c'est la grande leçon de Saffré ».

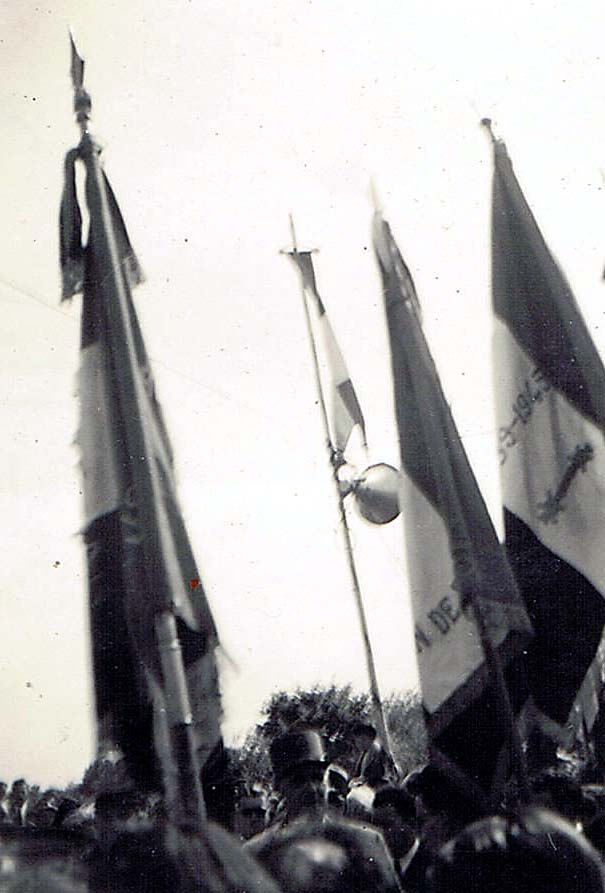
Charles de Gaulle à Saffré le 11 juin 1950.

Le mémorial est également le tombeau du plus jeune maquisard tombé au combat, Robert Geffriaud, âgé de 17 ans. Celui-ci n'est identifié que le 27 juin 1948 par sa sœur. Avant cette date, faute de papiers d'identité, il est inhumé sur place sous l'appellation « inconnu ». Tous les autres corps sont repris par les familles mais un cimetière de treize tombes est conservé sur site depuis la fin du conflit. Un autre monument est érigé au château de la Bouvardière. Une cérémonie a lieu chaque année, le dimanche le plus proche du 28 juin, à Saffré et tous les 29 juin à Saint-Herblain, à la place du Maquis-de-Saffré.
L'oratoire et la ferme des Brées sont un lieu de mémoire :
- l'oratoire, qui prolonge le four  pain, de l'époque, est bâti par les survivants du maquis. Une pietà lui fait face ;
- la ferme, détruite pendant l'attaque allemande du 28 juin 1944, était le poste de commandement des responsables du maquis.

La Croix des Ajoncs signale l'endroit où sont tombés quatre maquisards, Baptiste Rabin, Louis Loizel, Félix Guillet et Paul Orieux. Réfugiés dans des ajoncs pendant les combats, ils sont traqués pendant des heures par les Allemands et les miliciens à leur recherche. Ils tombent sous une rafale de mitraillettes, quatre grenades, les survivants sont achevés dans des actes de sauvagerie.

## Galerie
Pas-du-Houx

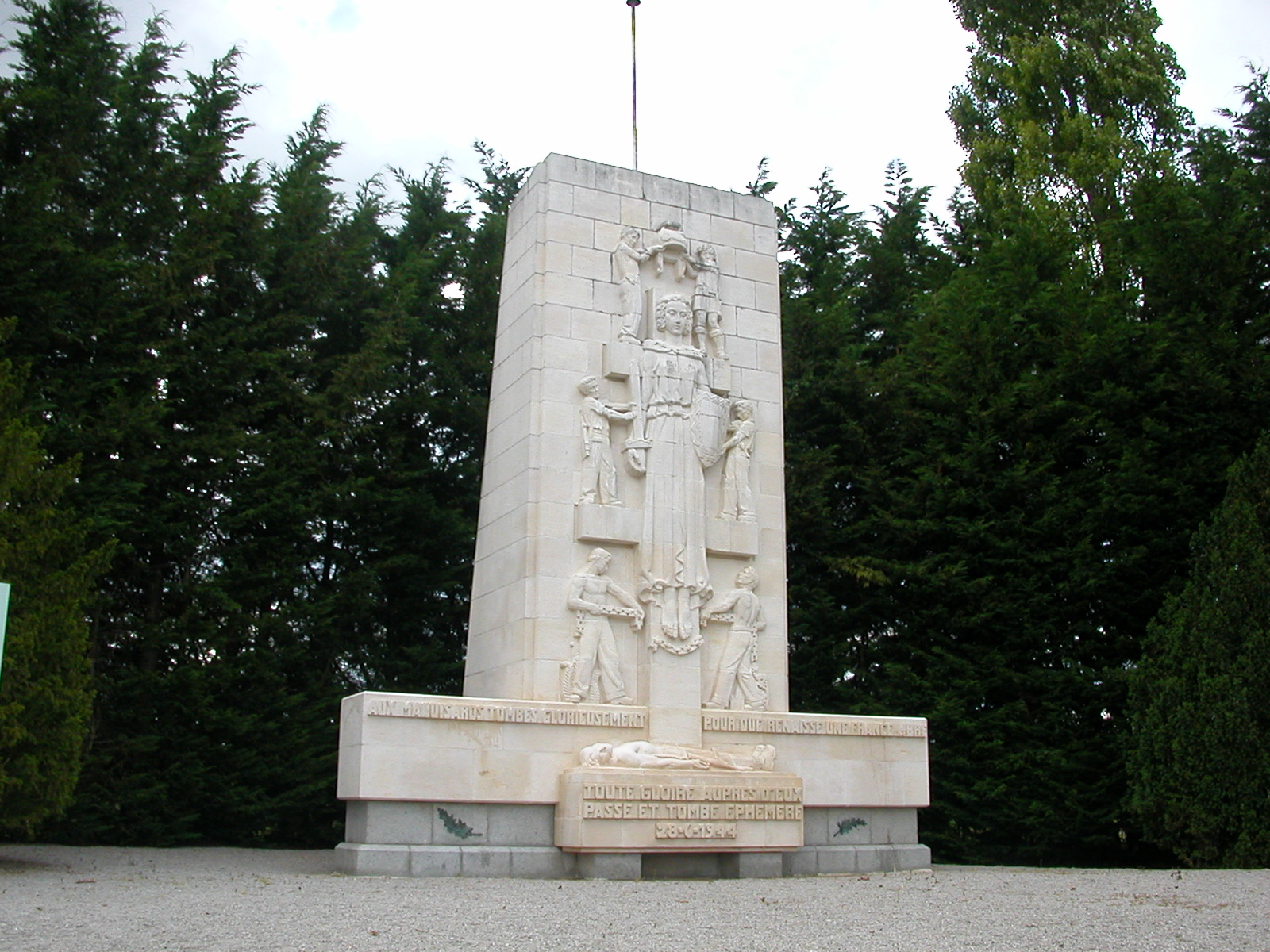
Monument commémoratif du maquis réalisé par Jean Mazuet.
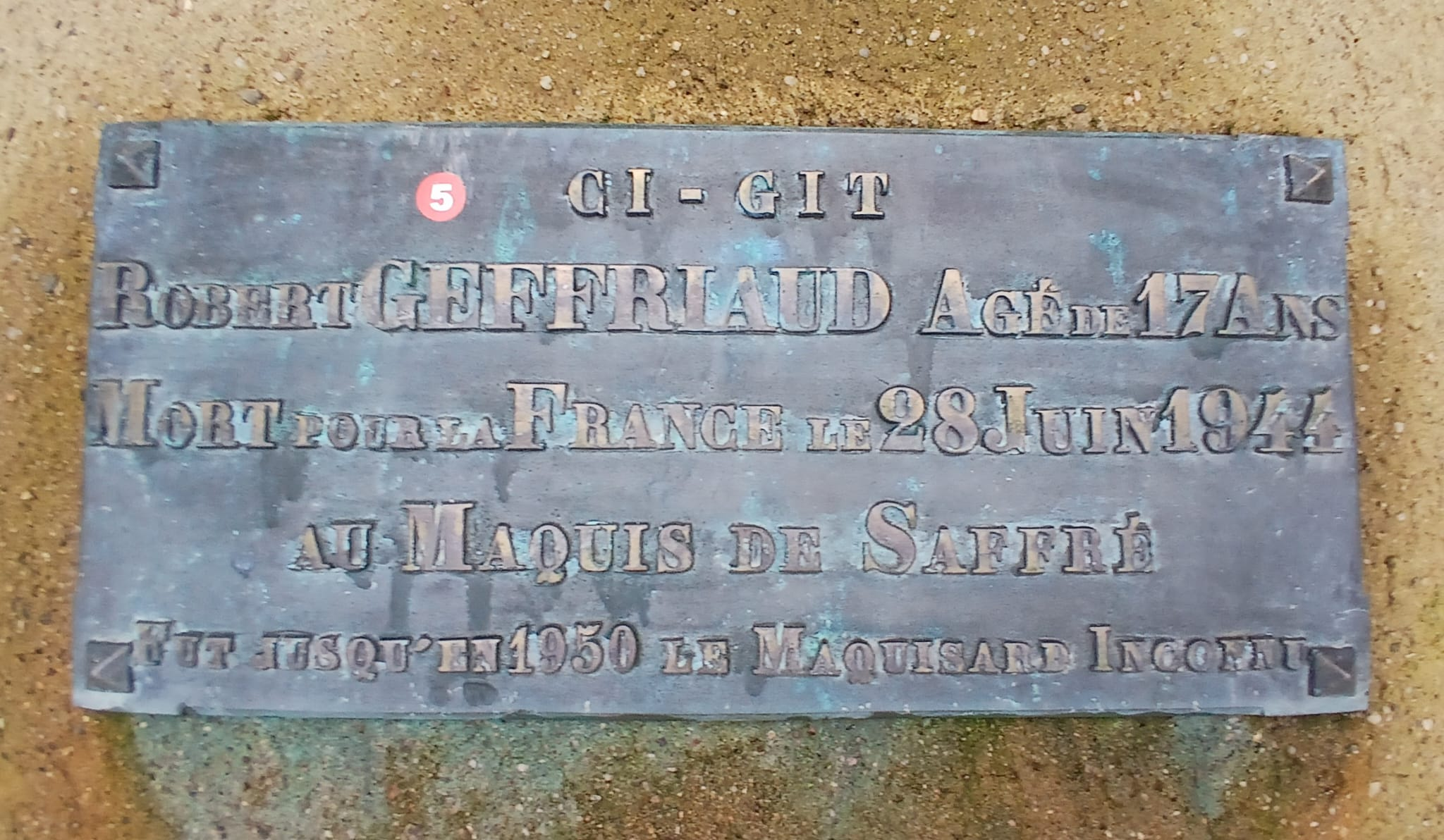
Plaque tombale de Robert Geffriaud à l'arrière du monument.
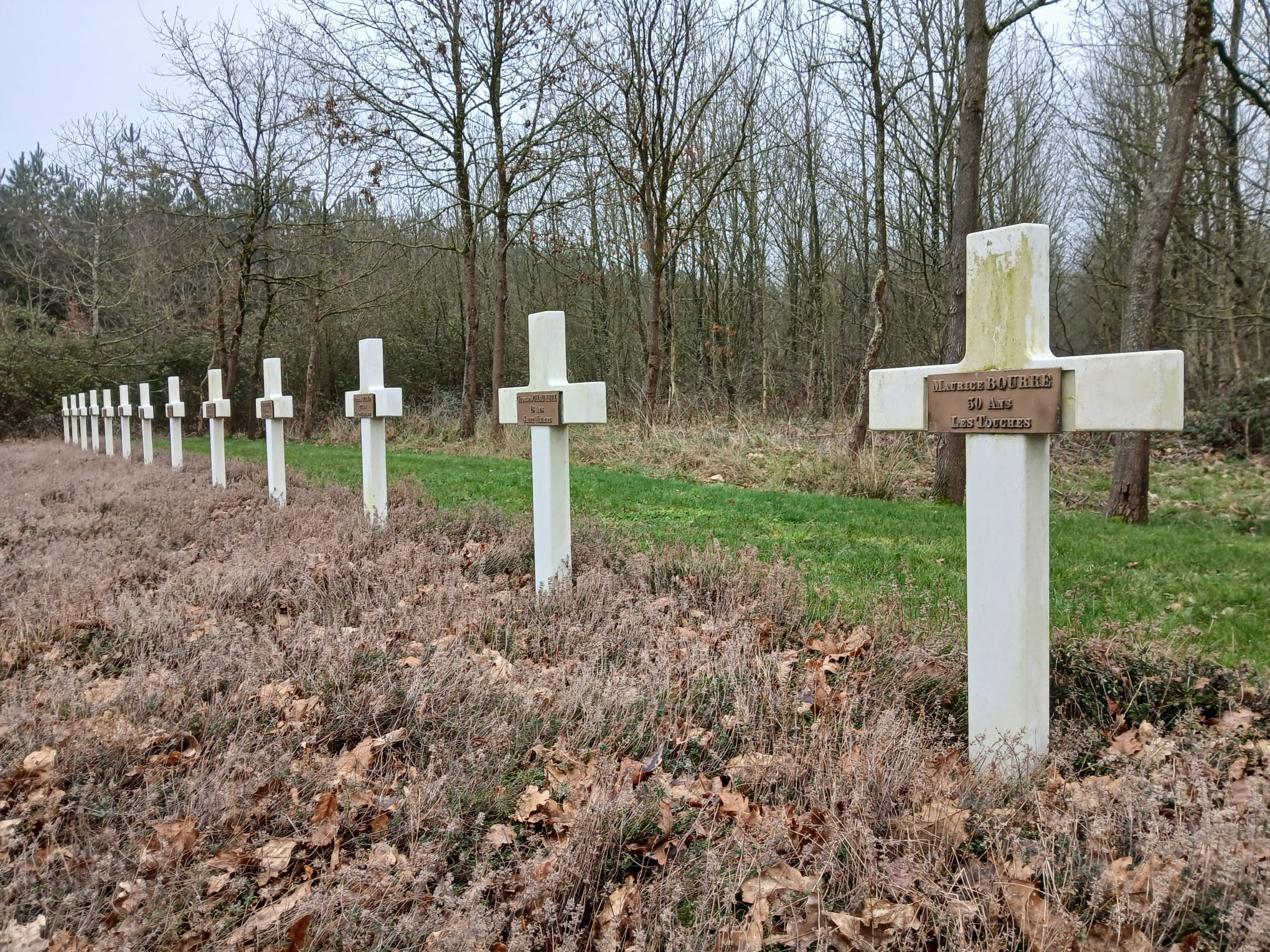
Le cimetière du maquis comportant les treize tombes des morts du 28 juin 1944.

Croix des Ajoncs
Les Brées

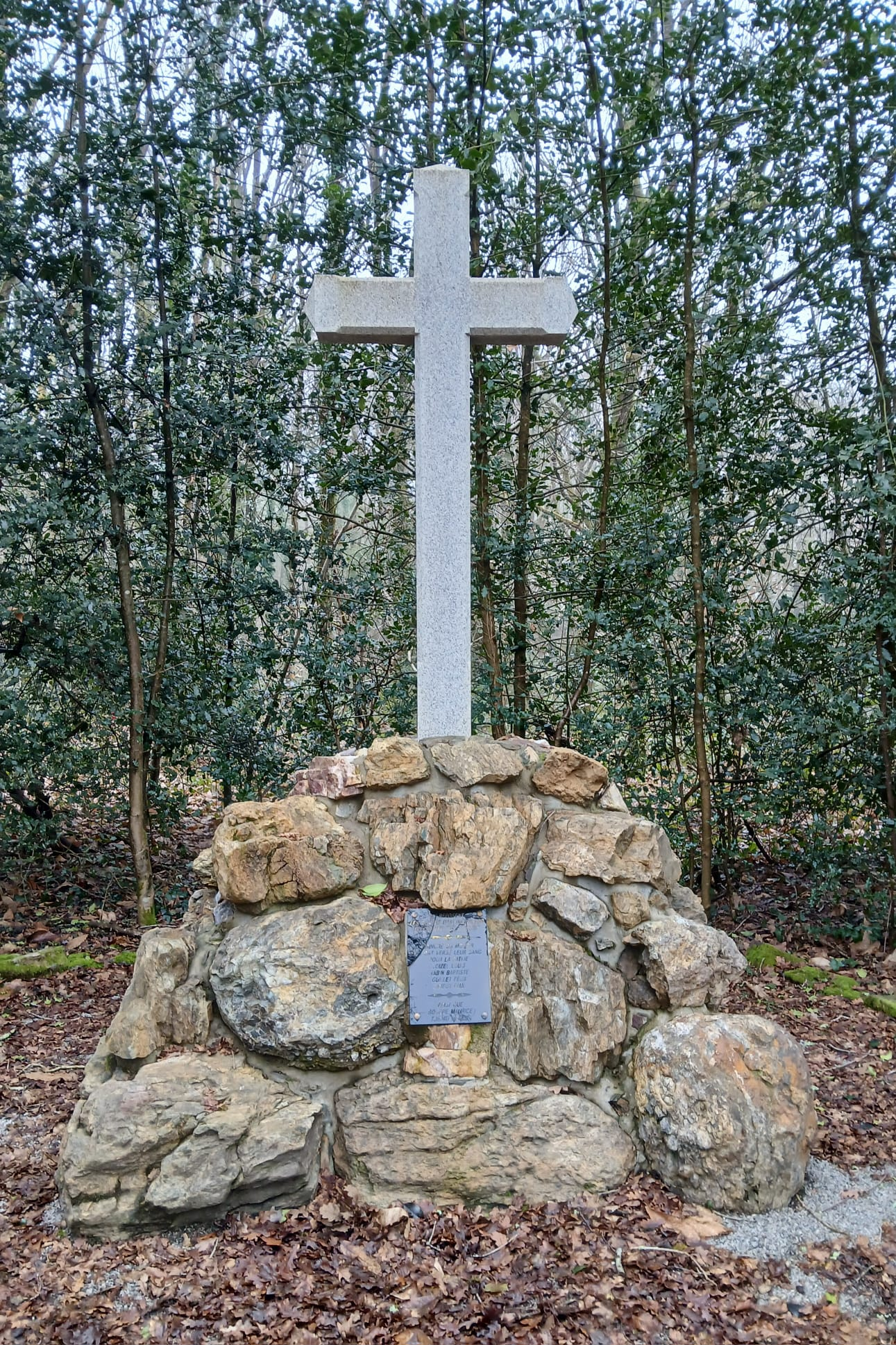

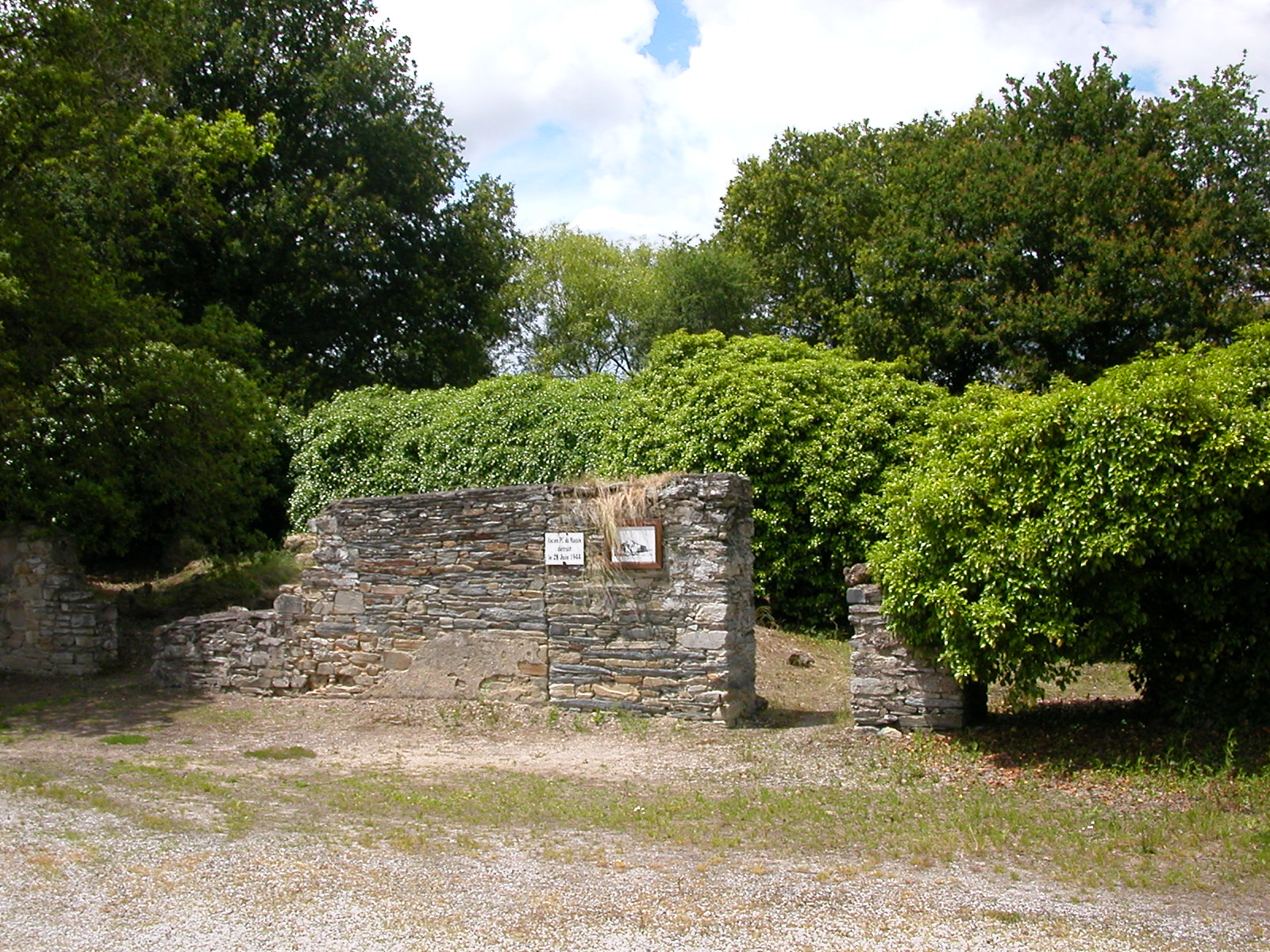
Ruines de la ferme des Brées, servant de poste de commandement au maquis, attaquée et détruite le 28 juin 1944.
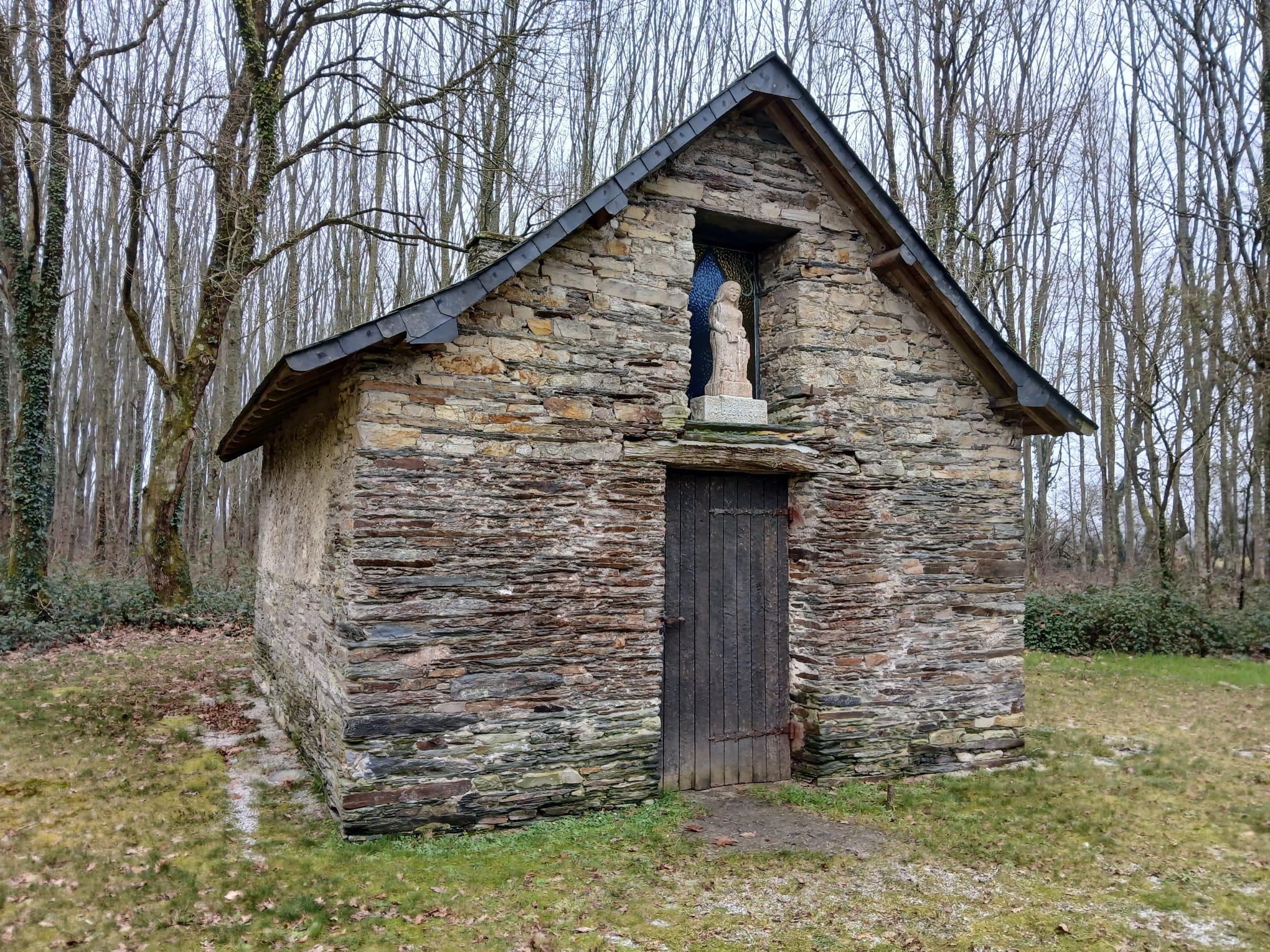
Oratoire du maquis.
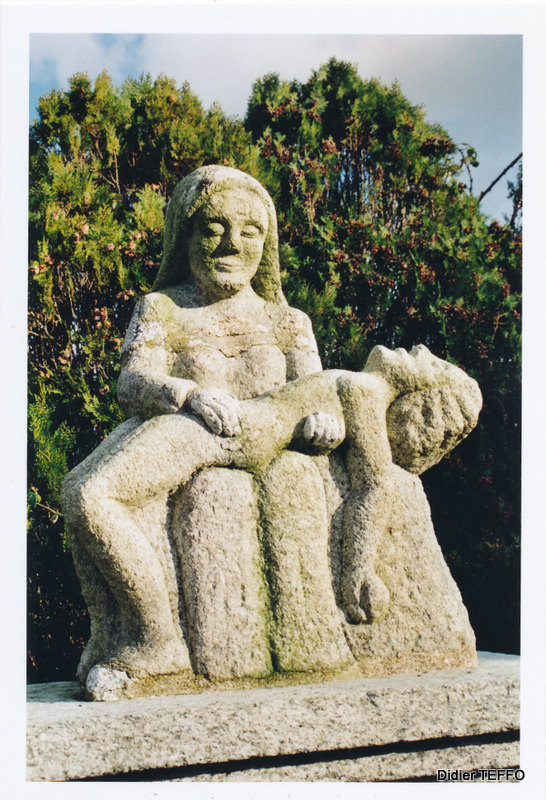
Pietà de l'oratoire des Brées.